# Christopher Elton
Christopher Elton est un professeur de piano britannique, ancien chef du département de clavier de la Royal Academy of Music de Londres et professeur émérite de l'Université de Londres.

## Biographie
Christopher Elton est né à Édimbourg et a étudié à la Royal Academy of Music de Londres, où il a obtenu la distinction inhabituelle d'obtenir le diplôme de la Royal Academy of Music à la fois pour le piano et pour le violoncelle.Il a poursuivi ses études avec Maria Curcio et a été lauréat de plusieurs concours de piano britanniques et internationaux, et s'est produit tant comme soliste et que comme chambriste. Il a également joué en tant que violoncelliste avec les grands orchestres londoniens.
Christopher Elton a longtemps été professeur de piano à la Royal Academy of Music, puis chef du département de clavier. Les étudiants de Christopher Elton ont remporté des prix internationaux comme le Concours international de musique de Montréal, les Concours internationaux de piano Van Cliburn et London "World" ainsi qu'à Jaen, Newport et Dudley. Ses élèves comprennent José Feghali, Orit Wolf, Joanna MacGregor, Jayson Gillham, Benjamin Grosvenor, Freddy Kempf, Ievgueni Soudbine, Amandine Savary, Rustem Hayroudinoff, Mei Yi Foo, Ashley Wass, Jose Manuel Martinez ou Helena Ha-Young Sul.
Il est marié à sa collègue professeur de piano Hilary Coates.